# Договор от Сан Франциско
Договорът от Сан Франциско е мирен договор, подписан на 8 септември 1951 година, слагащ край на войната между Япония и 48 от Съюзниците във Втората световна война.
Договорът, базиран на принципите на Хартата на Обединените нации и Всеобщата декларация за правата на човека, формално слага край на японската колониална империя, урежда компенсациите за пострадалите от японски действия по време на войната и слага край на съюзническата окупация на Япония, възстановявайки нейния суверенитет.
Договорът не е подписан от част от Съюзниците. Съветският съюз, подкрепян от Полша и Чехословакия, настоява за по-силна демилитаризация на Япония и признаване на териториалните му придобивки в Сахалин и Курилските острови. Съветският съюз и Япония прекратяват състоянието на война помежду си със Съветско-японската декларация от 1956 година. Индия смята договора за ограничаващ суверенитета на Япония и сключва с нея отделен Индийско-японски мирен договор. Китай и Корея, в които се води гражданска война, и Италия, която практически не участва във войната с Япония, не участват в мирната конференция. Бирма и Югославия са поканени на конференцията, но не изпращат свои представители.